# Lella Lombardi

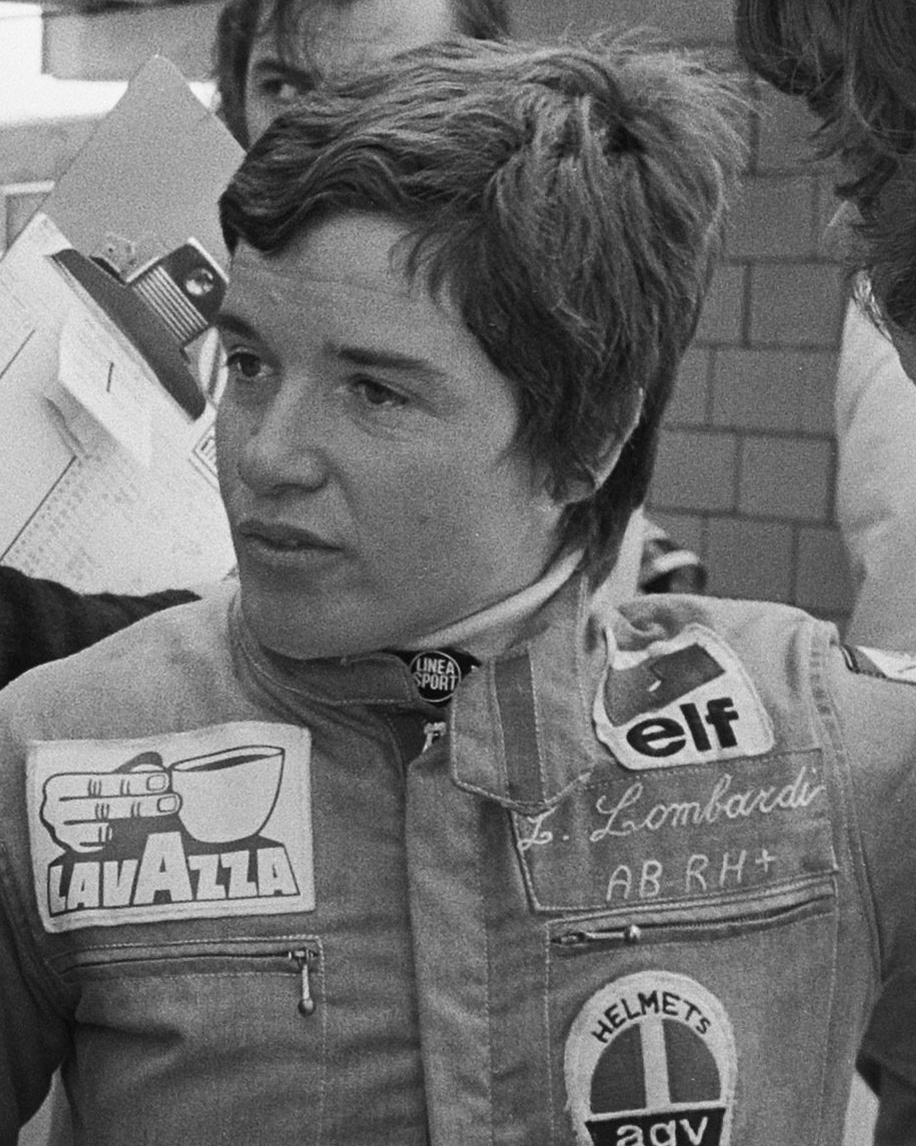
Lella Lombardi in 1975

Maria Grazia "Lella" Lombardi (Frugarolo, Alessandria, 26 maart 1941 - Milaan, 3 maart 1992) was een Formule 1-coureur uit Italië en een van de vijf vrouwelijke coureurs in de Formule 1. Lombardi nam tussen 1974 en 1976 deel aan zeventien Grands Prix voor de teams March Engineering, RAM Racing en Williams en scoorde hierin 0,5 punten. Ze is hiermee de enige vrouwelijke Formule 1-coureur die in de top zes finishte tijdens een Grand Prix.
Lombardi leverde deze prestatie in de Grand Prix van Spanje in 1975. Voor deze race werden slechts halve punten uitgereikt, omdat hij voortijdig moest worden afgebroken vanwege een ernstig ongeval, waarbij Rolf Stommelen was betrokken en waardoor twee toeschouwers, een brandweerman en een fotograaf om het leven kwamen. Op het moment dat de race werd afgebroken, lag Lombardi op de zesde plaats, wat haar dus een half in plaats van een heel punt opleverde. Dit betekent dat ze niet alleen de enige vrouwelijke coureur is die punten scoorde in de Formule 1, maar ook de enige coureur met dat aantal punten in haar hele carrière, de laagste niet-nul score mogelijk onder de toenmalige regels.
Ze bleef haar hele leven racen. Tot nu toe heeft geen enkele vrouwelijke coureur haar Formule 1-record gebroken.
Op de leeftijd van 50 jaar overleed Lella Lombardi aan borstkanker.